# Andreas Laun
Andreas Laun OSFS (ur. 13 października 1942 w Wiedniu, zm. 31 grudnia 2024 w Oberalm) – austriacki duchowny rzymskokatolicki, biskup pomocniczy Salzburga w latach 1995–2017.
Święcenia kapłańskie otrzymał 29 czerwca 1967. 25 stycznia 1995 papież Jan Paweł II mianował go biskupem pomocniczym archidiecezji salzburskiej, ze stolicą tytularną Libertina. Sakry biskupiej udzielił mu arcybiskup Georg Eder.
13 października 2017 przeszedł na emeryturę.